# Црква Светог Преображења Господњег на Вождовцу
Црква Светог Преображења Господњег је храм Српске православне цркве који се налази у насељу Пашино брдо у београдској општини Вождовац.

## Опште информације
Храм припада архиепископији београдско-карловачкој.
Црква и верни народ овог краја и поред свих потешкоћа, нису одустајали од намере да подигну велики храм на Пашином брду. Овај плац који је купљен 1939. године враћен је 1994. године године у посед Српске православне цркве.
Изградња храма је отпочета у априлу 2000. године по пројекту архитекте Љубице Бошњак. Патријарх Павле је 12. јуна 2005. године осветио новоподигнути храм посветивши га Преображењу Господњем.